# Focko Weberling
Focko Weberling (* 6. März 1926 in Goslar; † 24. Februar 2009 in Ulm) war ein deutscher Botaniker und Hochschullehrer. Sein botanisches Autorenkürzel lautet „Weberling“.

## Leben
Focko Weberling studierte Biologie, Chemie und Physik in Göttingen, Tübingen und Mainz. Er promovierte 1953 zum Doktor der Naturwissenschaften in Mainz. Im Jahr 1958 schloss sich ein Forschungsaufenthalt in Mittelamerika an. Er habilitierte er sich 1961 in Mainz für das Fach Botanik, 1963 folgte die Umhabilitation in Gießen als Professor für Morphologie und Systematische Botanik. 1966 wurde er außerplanmäßiger Professor, 1969 Professor und wissenschaftlicher Rat. In den Jahren 1975 bis 1993 war er Professor und Leiter der Abteilung Spezielle Botanik an der Universität Ulm. 1992 wurde er emeritiert.
Schwerpunkt der wissenschaftlichen Arbeit Weberlings bildete die Morphologie der Infloreszenzen, wo er die Arbeiten seines Mainzer Lehrers Wilhelm Troll fortführte. Geographisch konzentrierte er sich auf die Flora Südamerikas, wohin ihn zahlreiche Forschungsreisen führten, zuletzt nach Argentinien im Jahr 2007.
Weberling war korrespondierendes Mitglied sowohl der Mainzer Akademie der Wissenschaften und der Literatur wie auch der Königlich Niederländischen Botanischen Gesellschaft. Über viele Jahre hinweg fungierte er zudem als Sprecher der Sektion Morphologie, Anatomie und Systematik der Deutschen Botanischen Gesellschaft. Ein Teil seines Herbars wurde der Botanischen Staatssammlung München übergeben, nachdem die Rechtsabteilung der Universität Ulm es ablehnte, es unter den Bedingungen einer Leihgabe zu übernehmen. Es befindet sich seit 2006 und 2009 in Plastiksäcken verpackt und ungeöffnet in der Botanischen Staatssammlung, die es ebenfalls als Leihgabe nicht kuratorisch bearbeiten kann.
Weberling hat eine Tochter und zwei Söhne, darunter der Jurist Johannes Weberling.

## Schriften (Auswahl)
- Morphologische und entwicklungsgeschichtliche Untersuchungen über die Ausbildung des Unterblattes bei dikotylen Gewächsen: Unter besonder Berücksichtigung der Öhrchenbildung an Compositen- und Cruciferenblättern sowie der Verbreitung rudimentärer Stipeln bei den Cruciferen. Mit 37 Abbildungen im Text. In: Beiträge zur Biologie der Pflanzen. Bd. 32, Nr. 1, 1955, ISSN 0005-8041, S. 27–105, (Mainz, Universität, Naturwissenschaftliche Fakultät, Dissertation, vom 7. Oktober 1953).
- Die Infloreszenzen der Valerianaceen und ihre systematische Bedeutung. Mit 60 Abbildungen im Text und auf 29 Tafeln. In: Akademie der Wissenschaften und der Literatur in Mainz. Abhandlungen der Mathematisch-Naturwissenschaftlichen Klasse. Nr. 5, 1961, ISSN 0002-2993, S. 155–281, (Mainz, Universität, Habilitationsschrift, vom 15. November 1961).
- mit Hans Otto Schwantes: Pflanzensystematik. Einführung in die systematische Botanik. Grundzüge des Pflanzensystems. (Herrn Prof. Dr. Dr. Wilhelm Troll zu seinem 75. Geburtstag) (= UTB. 62). Ulmer, Stuttgart 1972, ISBN 3-8001-2408-4 (zahlreiche Auflagen; 7. Auflage, Stuttgart 2000).

## Ehrungen und Auszeichnungen
- Medaille der Universität Ulm (1994)
- Ehrendoktorwürde der Agrarwissenschaftlichen Universität Keszthely in Ungarn
- Medaille der Akademie der Wissenschaften von Córdoba in Argentinien (1983)